# Ал-Кахф
Сура Ал-Кахф (на арабски: سورة الكهف, „Пещерата“) е осемнадесетата сура от Корана и съдържа 110 аята.